# 米斯蒂克艾蘭 (新澤西州)
米斯蒂克艾蘭（英語：Mystic Island）是位於美國新澤西州海洋縣的普查規定居民點。

## 人口
根據2020年美國人口普查的數據，米斯蒂克艾蘭的面積為19.96平方千米，當中陸地面積為17.93平方千米，而水域面積為2.03平方千米。當地共有人口8301人，而人口密度為每平方千米415.88人。